# Anton Ausserer
Anton Ausserer (Bozen, 5 juli 1843 - Graz, 20 juli 1889) was een Italiaans-Oostenrijks zoöloog met een bijzondere interesse voor spinnen.
Hij was reeds vroeg geïnteresseerd in de natuur en als 15-jarige slaagde hij erin om te studeren door lessen over de natuur te geven. In 1863 wordt hij een beschermeling van professor Heller, die hem aanspoorde om verder te studeren over de spinnen.
Hij werd in 1867 professor in Feldkirch en later, in 1869, in Innsbruck. Daar neemt hij deel aan de sociëteit van de natuurhistorie en wordt hij secretaris.
In 1872 ontvangt Ausserer de titel van doctor en geeft hij twee jaar later les in Graz. Hierna maakte hij twee reizen, naar Sicilië in de periode 1880-1881 en naar Egypte in de periode 1886-1887.
Hij huwde in 1888, maar stierf op een erg ongelukkige wijze door een bronchitis in het daaropvolgende jaar.
- Gemeinsame Normdatei: 1113303891
- Virtual International Authority File: 2933147373408541580008
- WorldCat: E39PBJyCCtkprxQf7qDTkrmw4q